# Flores Partidas
Broken Flowers (bra/prt: Flores Partidas) é um filme franco-estadunidense de 2005, dirigida por Jim Jarmusch, com trilha sonora de Cliff Eidelman e Mulatu Astatke.  No Brasil, a Europa Filmes anunciou o lançamento do filme em blu-ray na Versátil Home Vídeo para 2021.

## Sinopse
Don Johnston (Bill Murray) é um conquistador e solteirão convicto, que terminou recentemente mais um namoro. Repentinamente ele recebe uma carta cor-de-rosa, que diz que ele possui um filho de 19 anos. Surpreendido e curioso, Don decide então partir pelos Estados Unidos em busca do filho desconhecido.[carece de fontes?]

## Elenco
- Bill Murray (Don Johnston)
- Jeffrey Wright (Winston)
- Sharon Stone (Laura)
- Frances Conroy (Dora)
- Jessica Lange (Carmen)
- Tilda Swinton (Penny)
- Julie Delpy (Sherry)
- Chris Bauer (Dan)
- Alexis Dziena (Lolita)
- Larry Fessenden (Will)
- Suzanne Hevner (Sra. Dorston)
- Pell James (Sun Green)
- Christopher McDonald (Ron)
- Chloë Sevigny (Assistente de Carmen)
- Heather Simms (Mona)

## Prémios e nomeações
- Recebeu uma nomeação ao Independent Spirit Awards  na categoria de:
  - Melhor Ator Secundário (Jeffrey Wright)[carece de fontes?]
- Ganhou o Grande Prémio do Júri, no Festival de Cannes[carece de fontes?]